# Энгельмайер, Бруно
Бру́но Энгельма́йер (нем. Bruno Engelmeier; 5 сентября 1927, Вена — 2 июля 1991) — австрийский футбольный вратарь; участник чемпионата мира 1958 года.

## Биография

### Клубная карьера
Большую часть футбольной карьеры играл за «Фёрст», в котором отыграл 12 сезонов и выиграл чемпионский титул 1955 года. Зимой 1954 года на правах аренды перешёл в «Вену», в которой играл в течение полугода.
Летом 1958 года перешёл в «Зиммеринг», в котором отыграл три сезона и завершил игровую карьеру.

### Карьера в сборной
В составе сборной Австрии Энгельмайер принимал участие на олимпийском турнире 1948 года, но там не сыграл ни в одном из матчей.
Был в заявке сборной Австрии на чемпионате мира 1958 года, но на турнире на поле так и не вышел. Всего за сборную Австрии сыграл 11 матчей.

### Тренерская карьера
Работал главным тренером клубов «Фёрст» (1962—1964) и Рапида (1965—1966).

### Смерть
Скончался 2 июля 1991 года в возрасте 63 лет.

## Достижения
«Фёрст»
- Чемпион Австрии (1): 1955